# 布勒泰伊
布勒泰伊（法語：Breteil，法語發音：[bʁətɛj]）是法国伊勒-维莱讷省的一个市镇，位于该省西部，属于雷恩区。

## 地理
布勒泰伊（48°8'43"N, 1°53'55"W）面积14.7 平方千米，位于法国布列塔尼大區伊勒-维莱讷省，该省份为法国西北部沿海省份，位于布列塔尼半岛东部，北濒大西洋，西接阿摩尔滨海省和莫尔比昂省，南至大西洋卢瓦尔省，西南端接曼恩-卢瓦尔省，东临马耶讷省，东北与芒什省接壤。
与布勒泰伊接壤的市镇（或旧市镇、城区）包括：塔朗萨克、默河畔蒙福尔、贝代、拉沙佩勒图阿罗、桑特雷、普勒姆勒克、圣吉勒。

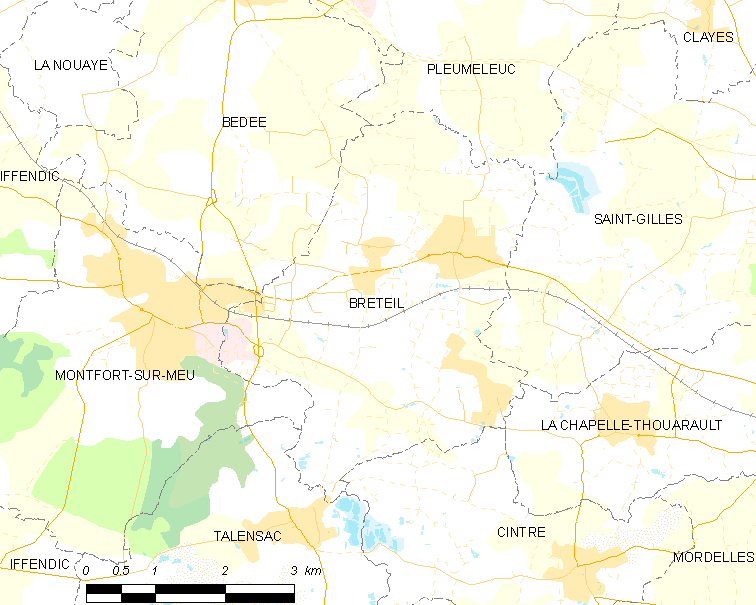
布勒泰伊的OSM定位图

布勒泰伊的时区为UTC+01:00、UTC+02:00（夏令时）。

## 行政
布勒泰伊的邮政编码为35160，INSEE市镇编码为35040。

## 政治
布勒泰伊所属的省级选区为默河畔蒙福尔县。

## 人口

1962-2008年间布勒泰伊人口变化图示

布勒泰伊于2022年1月1日时的人口数量为3678人。